# Zuckerhütl
Zuckerhütl är ett berg i Österrike. Det ligger i distriktet Imst och förbundslandet Tyrolen, i den västra delen av landet. Toppen på Zuckerhütl är 3 507 meter över havet.
Zuckerhütl är den högsta punkten i trakten som heter Stubaier Alpen.
Trakten runt Zuckerhütl består i huvudsak av kala bergstoppar, isformationer och alpin tundra.